# 井出圭亮
井出 圭亮（いで けいすけ、1984年6月20日 -）は、日本の漫画家・漫画原作者、日本マンガ塾講師。東京都出身。日本マンガ塾の卒業生。

## 人物
歴史とSDガンダムをこよなく愛する。

## 略歴
下記以外にも漫画家・向浦宏和がカジテツ王子執筆時のアシスタントを務めている。
- 2006年4月、日本マンガ塾プロ養成課に7期生として入塾[7]。
- 2006年11月、日本マンガ塾在籍時に初作品「鋼の心」で集英社週刊ヤングジャンプ第64回（10月期）MANGAグランプリにて期待賞と初投稿賞を受賞[8][7]。
- 2007年8月、「戦国サマーソニック」が集英社週刊ヤングジャンプ第73回MANGAグランプリにて準優秀賞他を受賞[7]。
- 2008年3月、日本マンガ塾を卒業[1]。
- 2008年6月、「泣き武士」が『週刊ヤングジャンプ・新人増刊漫革ルーキーズ』に掲載されデビュー[2][9][7]。
- 2008年11月、「戦国サマーソニック」が『月刊ヤングジャンプ』に読切掲載[7]。
- 2010年4月、「川中島ソルティードッグ」が『週刊ヤングジャンプ』に読切掲載[7]。
- 2011年4月、「オキザリスの旗　長宗我部元親伝」が『週刊ヤングジャンプ』にて連載開始[7]。
- 2014年10月、「カミツキさんの恋事情」が『週刊ヤングジャンプ』に読切掲載[7][10]。
- 2015年12月、「ズっ友神拳」が『週刊ヤングジャンプ』に読切掲載[7][11]。
- 2017年9月、「こいまん」が『漫画ゴラクスペシャル』に読切掲載[12]。
- 2019年6月「こいまん」が『漫画ゴラクスペシャル』にて連載開始[7]。
- 2020年11月、原作を務める「何度、時をくりかえしても本能寺が燃えるんじゃが!?」が『週刊ヤングマガジン』にて連載開始[7][13]。

## 作品リスト

### 連載
- オキザリスの旗 長宗我部元親伝（『週刊ヤングジャンプ』→のちに『webYJ』に移籍、2011年22・23合併号[14] - 2012年7月6日）
- こいまん（『漫画ゴラクスペシャル』2017年10月20日号 - 2020年8月号）
- 何度、時をくりかえしても本能寺が燃えるんじゃが!?（原作：井出圭亮、作画：藤本ケンシ、『週刊ヤングマガジン』2020年 - 2024年[15]）
- フォーロン・ホープ 〜警視庁抜刀隊戦記〜（原作：井出圭亮、作画：TAKUMIサメ男、『コミプレ』2022年10月28日[16] - 連載中）

### 読み切り
- 泣き武士（『週刊ヤングジャンプ・新人増刊漫革ルーキーズ』、2008年）
- 戦国サマーソニック（『月刊ヤングジャンプ』2008年11月号[1]）
- 川中島ソルティードッグ（『月刊ヤングジャンプ』2010年4月号[1]）
- カミツキさんの恋事情（『週刊ヤングジャンプ』2014年46号[10]）
- ズっ友神拳（『週刊ヤングジャンプ』2016年2号[10]、2015年）
- こいまん（『漫画ゴラクスペシャル』2017年10月20日号[12]、2018年5月25日号[17]）

### 書籍
- 『オキザリスの旗 長宗我部元親伝』、集英社〈ヤングジャンプコミックス〉2011年 - 2012年、全4巻
  1. 2011年9月16日発売[18]、ISBN 978-4-08-879201-9
  2. 2011年12月19日発売[19]、ISBN 978-4-08-879244-6
  3. 2012年5月18日発売[20][21]、ISBN 978-4-08-879329-0
  4. 2012年11月19日発売[22]、ISBN 978-4-08-879454-9
- 『こいまん』、日本文芸社〈ニチブンコミックス〉2019年 - 2020年、全2巻
  1. 2019年12月27日発売[23]、ISBN 978-4-537-14184-9
  2. 2020年8月28日発売、ISBN 978-4-537-14274-7
- 『何度、時をくりかえしても本能寺が燃えるんじゃが!?』、原作：井出圭亮、作画：藤本ケンシ、講談社〈ヤンマガKCスペシャル〉2021年 - 2024年、全16巻
- 『フォーロン・ホープ 〜警視庁抜刀隊戦記〜』、原作：井出圭亮、作画：TAKUMIサメ男、ヒーローズ〈ヒーローズコミックスわいるど〉2023年 - 、既刊2巻（2025年1月29日現在）
  1. 2023年12月27日発売[24]、ISBN 978-4-86468-225-1
  2. 2025年1月29日発売[25]、ISBN 978-4-86805-035-3